# أوتايا
أوتايا بلدة تتبع ناحية النشابية في منطقة دوما في محافظة ريف دمشق. تقع شمال النشابية بالقرب من تل الأعشري، وترتفع 620 م عن سطح البحر. بلغ عدد سكان الناحية 3720 نسمة حسب تعداد عام 2004.
تحيط بها القرى والبلدات التالية: حوش الأشعري - بيت نايم - الصالحية - الزريقية - الضواهرة - الشفونية، ومن الجنوب الشرقي ناحية النشابية.